# کراستاون (میزوری)
کراستاون (به انگلیسی: Crosstown) یک منطقهٔ مسکونی در ایالات متحده آمریکا است که در شهرستان پری، میزوری واقع شده‌است. کراستاون ۱۷۲ متر بالاتر از سطح دریا واقع شده‌است.